# Kirchenkampf
Als Kirchenkampf im engeren Sinn bezeichnet man den Konflikt innerhalb der Deutschen Evangelischen Kirche zwischen der Bekennenden Kirche einerseits und den Deutschen Christen anderseits, von 1933 bis etwa zum Beginn des Zweiten Weltkriegs 1939.
Im weiteren Sinn wird oft die Epoche der deutschen Kirchengeschichte in der Zeit des Nationalsozialismus insgesamt so bezeichnet. In diesem Fall umfasst der Begriff
- den Kampf des NS-Staates gegen die evangelische und die katholische Kirche sowie ihre herkömmlichen Organisationsstrukturen, mit dem Ziel der Gleichschaltung
- den Kampf von Nationalsozialisten in und außerhalb der Kirchen gegen das konfessionelle Christentum. Dieser Kampf verfolgte verschiedene Zwecke: Sie sollten z. B. mit der NS-Ideologie kompatibler gemacht werden; ihr gesellschaftlicher und politischer Einfluss sollte verringert werden; einigen Nazis schwebte eine „arteigene“ Religiosität vor (siehe z. B. Germanische Glaubens-Gemeinschaft (Ludwig Fahrenkrog))
- den Abwehrkampf von christlichen Gruppen und Teilkirchen gegen diese Bestrebungen.

Dass der letztgenannte Abwehrkampf als allgemeines Kennzeichen jener Epoche zu gelten hat, wird in kritischer Kirchengeschichtsschreibung bestritten; vielmehr wird die Haltung der Kirchen gegenüber dem Dritten Reich als Schwanken „zwischen Anpassung und Widerstand“ beschrieben bzw. gewertet, wobei mutige Aktionen wie der gemeinsame Hirtenbrief des deutschen Episkopats gegen das Dritte Reich der Anpassung einzelner an die NS-Politik gegenüberstanden.
Darüber hinaus werden gelegentlich auch andere Kämpfe zwischen Kirchen (oder innerhalb einer Kirche) sowie Kämpfe gegen Kirchen oder gegen „die Kirche“ als Kirchenkampf bezeichnet, ohne dass es sich dabei um einen definierten Begriff handelt. Als Bezeichnung für den Kampf zwischen dem Staat und der katholischen Kirche in der zweiten Hälfte des 19. Jahrhunderts, insbesondere unter Reichskanzler Bismarck, hat sich der Begriff Kulturkampf durchgesetzt.

## Begriff
Der Ausdruck „Kirchenkampf“ kam 1933, dem Jahr der Machtübernahme, für die Auseinandersetzung zwischen den Deutschen Christen (DC) und jenen Kreisen auf, die sich 1934 in der Bekennenden Kirche (BK) zusammenschlossen. In der kirchenhistorischen Forschung nach 1945 wurde damit die gesamte protestantische Epoche in Deutschland von 1933 bis 1945 bezeichnet.
Heute ist dieser Epochenbegriff umstritten, da er den falschen Eindruck erweckt, die evangelischen Kirchen hätten das NS-Regime insgesamt „bekämpft“. Zwar gab es auf evangelischer wie katholischer Seite einzelne Kirchenvertreter und Gruppen, die die Hitlerregierung öffentlich kritisierten und/oder sogar konspirativen Widerstand leisteten. Doch eine geschlossene kirchliche Opposition gegen den Nationalsozialismus und seine Politik gab es nicht.
Im Zentrum des innerhalb der evangelischen Kirche ausgetragenen „Kirchenkampfes“ stand ein Konflikt zwischen den „Deutschen Christen“ und der „Bekennenden Kirche“ um das Verständnis und die Auslegung des Evangeliums. Dieser theologische Konflikt wurde auf Seiten der Bekennenden Kirche zu einer indirekten politischen Opposition gegen den Staat, insofern er eine Einmischung des Regimes in Glaubensinhalte und Kirchenverfassung abzuwehren suchte. Damit widersprach er dem Totalitätsanspruch der nationalsozialistischen Ideologie. Ein politischer Widerstand gegen den Nationalsozialismus war damit weder beabsichtigt noch folgte er daraus, von seltenen Ausnahmen abgesehen. Viele Bekennende Christen waren gleichzeitig Antisemiten, Wähler und/oder Mitglieder der NSDAP und begrenzten ihren Widerspruch ausdrücklich auf die Übergriffe des Staates auf innerkirchliche Angelegenheiten.
Der Begriff „Kirchenkampf“ hat sich dennoch im Protestantismus eingebürgert, weil der Kampf um das Selbstverständnis der ganzen Kirche ging. Denn der kleinere, „bekennende“ Teil der evangelischen Christen berief sich auf die Grundlagen des christlichen Glaubens in Bibel und Glaubensbekenntnis. Er beanspruchte daher, die ganze evangelische Christenheit rechtmäßig zu vertreten. Diesem Anspruch gibt die Evangelische Kirche in Deutschland (EKD) seit 1945 Recht, so dass die Bekennende Kirche als „wahre Kirche“ gewürdigt und ihre Dokumente – vor allem die Barmer Theologische Erklärung – von einigen Landeskirchen in die Bekenntnisschriften aufgenommen wurden.
Auslöser und Thema des Kirchenkampfes war der Versuch des NS-Regimes, mit Hilfe der „Deutschen Christen“ Rassestandpunkte in den Kirchen durchzusetzen und deren Organisationsform zu bestimmen. Dies wurde von der Seite des Staates als politischer, von Seiten der „Bekennenden“ Christen aber als theologischer Konflikt gesehen. Der Kirchenkampf lässt sich daher nur bedingt als Konflikt zwischen Kirche und Staat auffassen; er war im Kern ein Kampf um das Selbstverständnis der evangelischen Kirche mit politischen Wirkungen. Im Sinne einer „Reformation“ war er nicht mit dem Ende des NS-Regimes abgeschlossen, sondern dauert noch an.
Versuche, den Begriff auf Konflikte zwischen den Kirchen und realsozialistischen Staaten auszudehnen, haben sich nicht durchgesetzt. (siehe z. B. Christen und Kirchen in der DDR, Großer Terror (Sowjetunion)).

## Kirchenkampf in Frankreich 1871–1905
In Frankreich kam es seit der Gründung der Dritten Französischen Republik nach dem Deutsch-Französischen Krieg von 1870/71 wiederholt zu innenpolitischen Spannungen, weil mächtige konservativ-restaurative Kräfte in der französischen Gesellschaft der republikanisch-demokratischen Staats- und Gesellschaftsform grundsätzlich skeptisch gegenüberstanden. Am 11. Mai 1902 gewann im Gefolge der Dreyfus-Affäre ein politisches Linksbündnis („Bloc des gauches“) die Parlamentswahlen. Die „Radikaldemokraten“ sahen insbesondere die römisch-katholische Kirche in Frankreich als Feind der Republik an. Die bürgerlichen Liberalen kritisierten insbesondere die antimodernistische Haltung der katholischen Kirche. Die jahrhundertelange Tradition des Antiklerikalismus geht in Frankreich auf die Zeit der Aufklärung und der Französischen Revolution zurück. Die neue Regierung (Kabinett Combes unter Émile Combes) fasste den Entschluss, dauerhaft den Einfluss der Kirchen auf die Gesellschaft und insbesondere das Erziehungswesen zu beschränken. In einer Reihe von Gesetzen wurde das Verhältnis von Kirche und Staat (Frankreich) neu geregelt.
Im Juli 1902 wurde etwa 3000 staatlich nicht genehmigte kirchliche Schulen geschlossen. Dies führte zu heftigen öffentlichen Protesten; 74 der 78 französischen Bischöfe unterzeichneten eine „protestation“. Daraufhin stellte die Regierung die Besoldung der Bischöfe ein.
Im März 1903 wurden alle männlichen Ordensgemeinschaften aufgelöst. Im Juli 1903 folgte die Aufhebung aller weiblichen Ordensgemeinschaften. Am 7. Juli 1904 wurde die Neugründung von Ordensgemeinschaften verboten.
Am 9. Dezember 1905 wurde das Gesetz zur Trennung von Kirche und Staat verabschiedet. Das Gesetz galt zwar vor allem der katholischen Kirche in Frankreich; aus Gründen der Neutralität galten diese Regelungen aber auch für andere Konfessionen.

## Kirchenkampf in Deutschland

### Haltung der evangelischen Kirchen zu Kaiserreich und Weimarer Republik
Die liberale Theologie des 19. Jahrhunderts hatte sich gerade in Deutschland mit Idealismus oder Romantik verbunden. Sie ging induktiv von der „religiösen Erfahrung“ aus, um diese in der kirchlichen Verkündigung bewusst zu machen und zu bestätigen (Friedrich Schleiermacher). Sie bejahte die Autonomie der Lebensgebiete als eigenständige „Offenbarungsquelle“ und glaubte an den ständigen sittlichen und kulturellen Fortschritt des Menschen. Innergeschichtliche Ziele wurden zu verpflichtenden Bezugspunkten für kirchliches Reden und Handeln aufgewertet.
Die lutherische Orthodoxie blieb indes eng mit Adel und Monarchie verbunden und bildete seit 1789 ein konservatives Bollwerk gegen Rationalismus und Liberalismus. Dort begrüßten führende Theologen die Reichseinung von 1871 stürmisch und erhoben Otto von Bismarck zum Vollender der Reformation. Die meisten Landeskirchen erhielten zwar eine Synodalverfassung, die die Mitspracherechte der Gemeinden stärkte, behielten aber ihre konfessionellen Sonderbindungen und Verwaltungen. Die Bundesfürsten waren in ihren Ländern – etwa der Kaiser als preußischer König in Preußen – wie in anderen Monarchien zugleich oberster Bischof, die Kirchengesetze erlassen oder aufheben konnten (Landesherrliches Kirchenregiment).
Mit den Lutherjubiläen von 1883 und 1917 kam es zu einer Lutherrenaissance: Der kulturelle Fortschritt wurde skeptisch betrachtet und unter den Vorbehalt der grundsätzlichen Sündhaftigkeit allen menschlichen Strebens gestellt. Ein Lutherbild mit konfessionellen und nationalen Zügen wurde gepflegt, das sich von Rom und Paris, also dem Katholizismus und der Menschenrechtstradition, abgrenzte.
Der Erste Weltkrieg zerbrach den allgemeinen humanen Fortschrittsglauben nachhaltig. Zudem beendete die Novemberrevolution die preußisch-lutherische Allianz von „Thron und Altar“. Friedrich Ebert sicherte den evangelischen Kirchen aber schon im Januar 1919 zu, dass die vorbereitete Verfassung ihre Privilegien – vor allem den staatlichen Einzug der Kirchensteuer – nicht antasten werde. Dennoch wurde der Protestantismus in der Weimarer Republik erneut zum Hort eines demokratiefeindlichen Nationalismus. Da Sozialdemokraten an Regierungen beteiligt waren, nahm für viele evangelische Christen die Nation die Stelle des Obrigkeitsstaates ein. Sie sahen das Kriegsende 1918 weithin als Niederlage und Demokratie und Sozialismus als Feinde des Christentums.
Nach Verabschiedung der Weimarer Verfassung richtete der Präsident des altpreußischen Evangelischen Oberkirchenrats (EOK) Reinhard Möller ein „tiefempfundenes Dankeswort an unseren fürstlichen Schirmherrn“, den abgesetzten Kaiser; Kirchenführer wie Detlev von Arnim-Kröchlendorff jubelten: „Der Umsturz hat sich auf unsere Kirche nicht miterstreckt.“ Die konservative Kontinuität der Landeskirchen, die als Volkskirche für alle religiösen Bedürfnisse der getauften Deutschen zuständig waren, blieb erhalten.
Nur einige Außenseiter sahen die soziale Frage schon vor 1914 als Problem, das auch das Christentum angeht. Als Christ Mitglied der SPD zu sein, war damals nahezu undenkbar. Eine seltene Ausnahme war der schwäbische Pietist Christoph Blumhardt. Doch nach 1918 wuchs die religiös-soziale Bewegung auch in Deutschland zeitweise auf einige 10.000 Anhänger. Der 1926 gegründete Bund der religiösen Sozialisten Deutschlands um Georg Fritze und Georg Wünsch gehörte zu den ersten und entschiedenen Warnern vor dem aufkommenden Nationalsozialismus.
Die Dialektische Theologie veränderte seit 1919 die geistige und kirchliche Landschaft, indem sie energisch nach der Verantwortung der Kirche vor dem Wort Gottes und so auch für die Welt fragte. Der Schweizer Theologe Karl Barth stellte die „Bindestrich-Theologien“, die ein zeitliches mit einem ewigen Anliegen meinten verbinden zu können, und das Selbstverständnis des Kulturprotestantismus als „Erziehungsanstalt“ der bürgerlichen Gesellschaft radikal in Frage.
Doch solche Warner blieben praktisch ohne Wirkung auf die Kirchenpolitik. Maßgebend waren hier Kirchendiplomaten wie der damalige Generalsuperintendent der Kurmark Otto Dibelius, der in seinem Buch „Das Jahrhundert der Kirche“ (1926) schrieb:

„Die ev. Kirche steht am Anfang einer neuen Epoche. Ungeheure Möglichkeiten stehen vor uns! Ungeheure Aufgaben!“

Die Weltwirtschaftskrise traf die Kirchen dank der staatlichen Absicherung ihrer Finanzgrundlagen kaum; sie wurde als Chance zur Steigerung ihrer Einflussmöglichkeiten begriffen. Das „Kirchliches Jahrbuch“ von 1930 triumphierte, die Kirche habe in der allgemeinen Inflation „ihren Wert gesteigert“.
Gegen diese Selbstzufriedenheit schrieb Karl Barth 1930 seine bisher schärfste Replik, den Aufsatz Quousque tandem?, in dem es hieß:

„Wo diese Sprache geredet wird, da ist Catilina, da ist die eigentliche, gefährliche Verschwörung gegen die Substanz der evangelischen Kirche. […] Die Substanz der Kirche ist die ihr gegebene Verheißung und der Glaube an diese Verheißung. Wann wäre die Verheißung nicht größer, deutlicher, leuchtender geworden unter wirklicher Anfechtung von außen? […] Wenn sie ‚Jesus Christus‘ sagt, muß und wird man, und wenn sie es tausendmal sagte, ihre eigene Sattheit und Sicherheit hören und sie soll sich nicht wundern, wenn sie mit allem ihrem ‚Jesus Christus‘ in den Wind, an der wirklichen Not der wirklichen Menschen vorbeiredet, wie sie am Worte Gottes vorbeigeholt, aus aller Mahnung, Tröstung und Lehre der Bibel und der Reformatoren Wasser auf ihre eigenen kleinen Mühlen gemacht hat.“

1930 gaben sich die evangelischen Landeskirchen mit dem Deutschen Evangelischen Kirchenbund einen lockeren Dachverband. Zudem schlossen sie am 11. Mai 1931 einen Kirchenvertrag mit dem Freistaat Preußen ab, den viele Kirchenführer als Sieg über die „Entrechtung“ durch die Weimarer Verfassung empfanden. Er sicherte ihnen Religionsunterricht und öffentliche Finanzmittel zu. Zugleich wurden die Rechte der Synoden als innerkirchliche Parlamente gestärkt und damit Lagerbildung in den Kirchen gefördert.

### Haltung der NSDAP zu den Kirchen
Der aufkommende Nationalsozialismus stellte den Kampf um die Vorherrschaft der „arischen Herrenrasse“, die Eroberung von „Lebensraum im Osten“ als antibolschewistischen Kreuzzug und die Vernichtung des Judentums ins Zentrum seines Programms. Diese Ziele waren nur mit einer im nationalsozialistischen Geist erzogenen Bevölkerung zu erreichen, die sich von der „jüdischen Mitleidsmoral“ des Christentums abkehren würde. Die NS-Ideologie erhob daher Anspruch auf eine totale Weltanschauung, die keinen Raum für konkurrierende religiöse oder politische Weltdeutungen und Sinngebungen ließ. Eine Einheitspartei sollte sie machtpolitisch als Staatsdoktrin durchsetzen.
Gegenüber den Kirchen verfolgte die NSDAP eine Doppelstrategie von Vereinnahmung und direkter Konfrontation. Bis 1930 ließ sie sie aus ihren politischen Aktivitäten heraus. Ihr Programm warb zunächst um die Christen, indem es ein „positives Christentum“ ohne konfessionelle Bindung propagierte; ein meist unbemerkter Zusatz schränkte dies ein: „… soweit sie nicht […] gegen das Sittlichkeits- und Moralgefühl der germanischen Rasse verstoßen.“ Religion sollte nur in den Grenzen des Nationalgefühls möglich sein; ein „deutscher Glaube“ konnte „Gott“ so nur in der deutschen Geschichte finden. Die „nationale Revolution“ wurde als Erfüllung aller religiösen Sehnsüchte ausgegeben.
Hinzu kam ein militanter Antisemitismus, der anders als der ältere religiöse Antijudaismus ausschließlich rassisch definiert war. Schon 1880 erhob der Protestant Adolf Stoecker den Antisemitismus zum politischen Programm seiner Christlich-sozialen Partei, die jedoch nie mehr als drei Reichstagsabgeordnete erreichen konnte. In der NS-Ideologie wurde dann ein diffuser „metaphysischer Antisemitismus“ zentral. Hitler hatte in Mein Kampf 1923 geschrieben:

„Indem ich mich des Juden erwehre, erfülle ich das Werk des Herrn.“

Seit dem neuen Kirchenvertrag von 1930 versuchte die NSDAP, die evangelischen Christen offensiv in ihren Kampf gegen das „Weimarer System“ aus „Marxismus, Judentum und Zentrum“ zu gewinnen: SA-Trupps besuchten geschlossen evangelische Gottesdienste und hielten „Mahnwachen“ vor Kirchen, um pazifistisch oder religiös-sozial eingestellte Pastoren einzuschüchtern. So gelang es zum Beispiel durch geschürte Empörung zu verhindern, dass der Berliner Pfarrer Günther Dehn seine Dozentur in Halle (Saale) antreten konnte. Dehn hatte in einem Gemeindevortrag „Der Christ und der Krieg“ von 1928 die Kriegsdienstverweigerung als christliche Möglichkeit biblisch begründet.
1932 gründete sich zudem die „Glaubensbewegung Deutsche Christen“ (DC) als Zusammenschluss von evangelisch getauften Nationalsozialisten. Sie wollten der NS-Ideologie in ihrer Kirche erst Raum, dann Alleingeltung verschaffen, nachdem die Deutschnationalen bzw. der „Christlich-soziale Volksdienst“ 1930 die Kirchenwahl in Preußen gewonnen hatte. Sie pflegten ein „arteigenes Christentum“, das durch Elemente einer „neuheidnischen“ Religiosität aus dem „Volkstum“ erneuert werden sollte. Sie wollten das Führerprinzip innerkirchlich verankern und strebten die Vereinheitlichung der bisher nach Konfessionen gegliederten Landeskirchen in einer Reichskirche an. Geführt wurden sie vom Pfarrer Joachim Hossenfelder; gefördert wurden sie von namhaften Theologen wie Emanuel Hirsch, der die DC-Theologie schon 1920 mit seinem Buch Deutschlands Schicksal vorbereitet hatte. Auch Paul de Lagarde und Arthur Dinter gelten als Vorläufer, da sie wie die DC Paulus von Tarsus zum Verderber des Christentums erklärten, Jesus als antijüdischen „Propheten“ darstellten und eine national-deutsche Religion vertraten.
Als innerkirchliche Erneuerungsbewegung nach 1933 entstanden, musste die „Bekennende Kirche“ dann an mehreren Fronten zugleich kämpfen: gegen die von den Nationalsozialisten aufgedrängte Politisierung, Gleichschaltung und Instrumentalisierung der Kirche, gegen die von innen kommenden Anpassungstendenzen, gegen die konfessionellen Sonderwege und nicht zuletzt gegen eigene Furcht, Feigheit und Inkonsequenz, die einen wirksamen Widerstand verhinderten.

## Das Jahr 1933

### Evangelische Reaktionen nach Hitlers Machtantritt
Die Ernennung Adolf Hitlers zum Reichskanzler am 30. Januar 1933 wurde auch von Christen als „Rettung des Vaterlandes“ begrüßt.
Mit der Verordnung des Reichspräsidenten zum Schutz von Volk und Staat (Reichstagsbrandverordnung) hob Hitler am 28. Februar – einen Tag nach dem Reichstagsbrand – alle persönlichen Freiheitsrechte der Weimarer Verfassung auf; dieses Gesetz legitimierte später die Bespitzelung und Inhaftierung auch von Kirchenvertretern. Es wurde von den Kirchen kaum wahrgenommen. Otto Dibelius hielt am 21. März in der Potsdamer Nikolaikirche einen Gottesdienst für die am 5. März in den Reichstag gewählten und zum Tag von Potsdam in der Stadt erschienenen evangelischen Abgeordneten ab. Am 23. März – einen Tag vor dem Beschluss des Ermächtigungsgesetzes – hatte Hitler die Kirchen mit einer Regierungserklärung beruhigt, in der er versprach:

„Die nationale Regierung sieht in den beiden christlichen Konfessionen die wichtigsten Faktoren zur Erhaltung unseres Volkstums.“

Er werde ihnen „den ihnen zukommenden Einfluss einräumen und sicherstellen“ und sehe „im Christentum die unerschütterlichen Fundamente des sittlichen und moralischen Lebens unseres Volkes.“
Am 30. März befolgten viele hochrangige Ökumeniker der Kirchen und Freikirchen die „Empfehlung“ der NSDAP, Briefe an ihre ausländischen Partner zu schreiben, in denen sie in aller Form darum baten, der „Hetze“ gegen Deutschlands Neuordnung entgegenzutreten. Alles vollziehe sich in „ruhiger Disziplin“ und „diene dem Frieden“. Dibelius schilderte in einer Radioübertragung in die USA u. a., dass die Verhafteten in den Gefängnissen „ordentlich behandelt“ würden. Den zwei Tage später durchgeführten „Judenboykott“ legitimierte Dibelius wiederum als staatliche „Wiederherstellung der Ordnung“ und „Notwehr“. Auch die Reaktionen in der Ökumene auf die beginnende Judenverfolgung sah er als „Auslandshetze“, die er auf die „internationalen Verbindungen des Judentums“ zurückführte.
Am 3. und 4. April fand in Berlin eine „Reichstagung“ der DC statt: Dort nahmen neben NSDAP-Vertretern wie Hermann Göring auch Universitätstheologen wie Karl Fezer teil; dieser wollte die Gunst der Stunde zu einer „inneren Volksmission“ nutzen. Die radikaleren Redner aber wollten „Führerprinzip“ und „Artgemäßheit“ direkt auf die ganze Kirche übertragen, forderten den Ausschluss der getauften Juden und drohten, auch in der Kirche „Staatskommissare“ einzusetzen. Dies geschah dann erstmals am 22. April in der mecklenburgischen Landeskirche.

### Der Arierparagraph: Auslöser des Kirchenkampfes
Am 7. April folgte das Gesetz zur Wiederherstellung des Berufsbeamtentums. Der „Arierparagraph“ darin bedrohte jüdische Beamte, Universitätsprofessoren und auch Pastoren mit Entlassung. Als einer der ersten reagierte Dietrich Bonhoeffer darauf mit seinem Aufsatz Die Kirche vor der Judenfrage (abgeschlossen am 15. April, im Juni veröffentlicht). Darin stellte er klar fest, dass mit dem Ausschluss der Juden die „Existenz“ der Kirche als Glaubensgemeinschaft auf dem Spiel stehe. Aber sie habe nicht nur die getauften, sondern alle Juden gegen Staatsübergriffe in Schutz zu nehmen:

„Die Kirche ist den Opfern jeder Gesellschaftsordnung in unbedingter Weise verpflichtet, auch wenn sie nicht der christlichen Gemeinde angehören.“

Sie habe den Staat zu fragen, womit er die Entrechtung einer Minderheit verantworten könne; wenn er darauf weiter mit Gewalt antworte, habe sie

„nicht nur die Opfer unter dem Rad zu verbinden, sondern dem Rad selbst in die Speichen zu fallen.“

Für Bonhoeffer war das Verhältnis zu den Juden also der Zentralpunkt des Kirchenkampfes. Er thematisierte das Widerstandsrecht schon, als die meisten Christen die Staatsgewalt gegen Juden ignorierten oder gar „Verständnis“ dafür zeigten. Dagegen hielt er pointiert fest:

„Aufgabe christlicher Verkündigung [ist es] zu sagen: hier, wo Jude und Deutscher zusammen unter dem Wort Gottes stehen, ist Kirche, hier bewährt es sich, ob Kirche noch Kirche ist oder nicht.“

Ebenso verwarfen im Mai elf westfälische Pfarrer, darunter Hans Ehrenberg und der spätere Märtyrer Ludwig Steil, den Ausschluss von Juden als häretische Kirchenspaltung. Auch die „Jungreformatorische Bewegung“ erklärte in ihren „Grundsätzen zur neuen Gestaltung der Kirche“ in Punkt 7:

„Wir bekennen uns zum Glauben an den heiligen Geist und lehnen deshalb grundsätzlich die Ausschließung von Nichtariern aus der Kirche ab; denn sie beruht auf einer Verwechslung von Staat und Kirche. Der Staat hat zu richten, die Kirche hat zu retten.“

Staatliche Gesetze wurden abgelehnt, sofern sie der Kirche den Ausschluss der Menschen jüdischer Herkunft aufzwangen. Dahinter stand das traditionelle lutherische Verständnis der Zwei-Reiche-Lehre, wonach der Staat Inhalte und Durchsetzung von Recht „eigengesetzlich“ bestimmen könne, während die Kirche sich auf Rettung des Seelenheils zu beschränken habe. Demgemäß blieb ein kirchlicher Widerstand gegen die späteren Nürnberger Rassegesetze aus.
Das Gutachten der evangelisch-theologischen Fakultät der Universität Marburg kam im September 1933 zu dem uneingeschränkten Ergebnis: „Darum ist der Arierparagraph eine Irrlehre von der Kirche und zerstört deren Substanz.“ Das kennzeichnete ein Staatsgesetz, das kirchliche Geltung beanspruchte, als von allen Christen unbedingt abzulehnende Häresie (Irrlehre). Damit legte es nahe, dieses Gesetz als Unrecht auch sonst abzulehnen und dem Staat an diesem Punkt zu widerstehen. Dennoch stellte kaum eine Stellungnahme der Bekenner unter den Christen die Legitimität der Staatsmaßnahmen gegen Juden in Frage.

### Kampf um die Kirchenleitungen
Die evangelischen Kirchenleitungen waren vor allem um ihre Organisation besorgt: Sie griffen nun den Ruf nach einer Kirchenreform selber auf. Man hoffte, so die Initiative wiederzugewinnen und die DC zurückzudrängen. Der Verfassungsentwurf von Wilhelm Zoellner vom 13. April – einer von vielen – sah eine „Evangelische Kirche deutscher Nation“ vor, in der eine lutherische und reformierte Reichskirche nebeneinander bestehen sollten.
Bevor er ausgearbeitet werden konnte, ernannte Hitler den Wehrkreispfarrer Ludwig Müller, einen überzeugten Nationalsozialisten, am 25. April zu seinem „Vertrauensmann und Bevollmächtigten für die Fragen der evangelischen Kirche“. Sofort ernannten die DC Müller zu ihrem „Schirmherrn“ und forderten Kirchenwahlen, um ihn dort zum „Reichsbischof“ zu machen. In den folgenden Beratungen mit Müller sahen Hermann Kapler, August Friedrich Karl Marahrens und Hermann Albert Hesse Reichskirche und Führerprinzip bereits als diskussionswürdig an; nur die „Artgemäßheit“ klammerten sie noch aus. Da der „Arierparagraph“ nur wenige kirchliche Mitarbeiter – etwa 110 Pfarrer sowie eine unbekannte Zahl von Theologiestudenten jüdischer Abstammung – getroffen hätte, nahm die Bereitschaft zu, auch an diesem Punkt dem Druck von Partei und DC nachzugeben.
Zugleich bildete sich aus mehreren schon vorher bestehenden Gruppen mit unterschiedlichen Erneuerungsansprüchen an die Kirche – u. a. Berneuchener Bewegung, Sydower Bruderschaft, Neuwerkbewegung – eine „Jungreformatorische Bewegung“. Sie forderte ebenfalls eine einige, aber an die reformatorischen Bekenntnisschriften gebundene Gesamtkirche und favorisierte Friedrich von Bodelschwingh als deren Bischof. Die Landeskirchenleitungen hatten schon begonnen, sich zu einer föderalen „Deutschen Evangelischen Kirche“ (DEK) umzubilden, und wählten am 27. Mai Bodelschwingh zum Reichsbischof, noch bevor dieses Amt in der Kirchenverfassung vorgesehen war.
Der preußische Kultusminister behauptete daraufhin eine Verletzung des Staatsvertrags und begann den kirchlichen Behördenapparat umzubilden. Am 24. Juni trat Bodelschwingh unter staatlichem Druck zurück. Reichspräsident Hindenburg intervenierte bei Hitler gegen die Kirchenpolitik durch einen offenen Brief, der in der Tagespresse am 1. Juli 1933 veröffentlicht wurde. Der DEK wurde per Gesetz am 14. Juli eine neue Verfassung auferlegt und neue Synodalwahlen für den 23. Juli ausgerufen. Nachdem Hitler am Abend vor der Wahl im Rundfunk für die DC Partei ergriffen hatte, errangen diese mit der Parole „ein Volk, ein Reich, eine Kirche“ einen erdrutschartigen Wahlsieg über die von den „Jungreformatoren“ gebildete Gruppe „Evangelium und Kirche“. Um eine vom Staat abhängige Kirche zu schaffen, besetzten die DC die Kirchenleitungen und gliederten die Landeskirchen neu nach dem „Führerprinzip“ und „historischen Bistümern“. Am 27. September wählten ihre Kirchenleitungen Müller zum Reichsbischof. Auch die bei der Wahl unterlegenen Kirchenvertreter stimmten nun für Müller. Die Opposition erreichte aber, dass der Bezug auf die reformatorischen Bekenntnisse in die neue Kirchenverfassung kam.
Die radikaleren Kräfte der DC forderten nach ihrem Wahlerfolg die „Vollendung der Reformation“ als Analogie zur „nationalen Revolution“ in der Kirche: die Entfernung alles „Undeutschen“ aus Gottesdienst und Bekenntnis, die „Entjudung“ des Evangeliums und ein „artgemäßes“ Christentum, das einen „heldischen“ Jesus anbeten sollte. Dieses Programm wurde am 13. November im Berliner Sportpalast verkündet und bei nur einer Gegenstimme angenommen. Die Rede des DC-Vertreters Reinhold Krause, der ein unverblümt antisemitisches, neuheidnisches Christentum beschwor, löste jedoch einen Skandal aus und bewegte viele gemäßigte DC-Mitglieder zur Abkehr von dieser Kirchenpartei, einige auch zum Rücktritt von ihren Ämtern. Anschließend zerfiel die DC in mehrere Splittergruppen.
Reichsbischof Müller gliederte am 20. Dezember die evangelischen Jugendverbände, die sich zum Evangelischen Jugendwerk Deutschlands zusammengeschlossen hatten, ohne Rücksprache mit ihren Führern und gegen deren erklärten Willen in die Hitler-Jugend ein. Müller glaubte, Hitler damit sein „schönstes Weihnachtsgeschenk“ gemacht zu haben, verlor aber weithin das Vertrauen der evangelischen Jugend, die sich vielfach selbst zu organisieren begann. Auch Hitler ließ ihn ab 1934 fallen.

### Katholische Haltung zum NS-Regime
Seit den Erfahrungen des Kulturkampfs der Bismarckära gegen die Kirche blieb die katholische Bevölkerung politischen Neuerungen gegenüber überwiegend distanziert. Dies traf auch auf den Nationalsozialismus zu. Die deutschen katholischen Bischöfe hatten wiederholt vor der NS-Ideologie gewarnt. Dies führte dazu, dass sich der katholische Bevölkerungsteil bis zur letzten halbwegs freien Wahl der Weimarer Republik als erheblich resistenter gegenüber dem Nationalsozialismus erwies als der Rest der Bevölkerung. Im überwiegend katholischen Rheinland und in Bayern erreichte die NSDAP kaum mehr als 20 % der abgegebenen Stimmen gegenüber teilweise mehr als 60 % in evangelischen Regionen. Im Schnitt erhielt die NSDAP bei den Wahlen im Juli 1932 in homogen katholischen Wahlkreisen lediglich 15 %, in homogen evangelischen Wahlkreisen hingegen 39 %.
Schon vor der Machtergreifung distanzierte sich der deutsche Episkopat vom Nationalsozialismus, indem er den Katholiken verbot, sich in der NSDAP zu engagieren, und NS-Verbänden untersagte, bei kirchlichen Prozessionen mitzumarschieren. Sämtliche Diözesen im Deutschen Reich sahen sich 1932 veranlasst, die Zugehörigkeit zur NSDAP für „unvereinbar mit dem christlichen Glauben zu erklären“.
Nachdem sich Hitler mehrmals kirchenfreundlich äußerte und in seiner Regierungserklärung am 23. März 1933 die beiden großen christlichen Kirchen als „wichtigste Faktoren zur Erhaltung unseres Volkstums“ bezeichnete, relativierte die katholische Kirche ihre bisherige Kritik. Die Bischöfe zogen ihre Unvereinbarkeitsbeschlüsse zurück, behielten allerdings ihre kritische Position bei („Wir müssen nach wie vor Irrtum nennen, was Irrtum ist, Unrecht, was Unrecht ist.“). Einer Mitgliedschaft von Geistlichen in der NSDAP standen die Bischöfe weiter ablehnend gegenüber.
Als sich die DEK (Deutsche Evangelische Kirche) bildete, wollten manche deutsche Katholiken bei der „nationalen Revolution“ nicht mehr abseitsstehen. Einige hofften auf den Neuaufbau eines christlich-nationalen Deutschlands, wobei auch der traditionelle Antikommunismus eine Rolle spielte. Ältere Katholiken, die noch aus der Zeit des kirchlichen Antimodernismus, der auch häufig antijudaistische Züge trug, beeinflusst waren, erkannten bzw. begrüßten im NS-Staat antimodernistische Tendenzen. Auch darum blieb eine gesamtchristliche Opposition gegen die NS-Ideologie und Politik aus.
Am 20. Juli 1933 schloss die Kurie überraschend das Reichskonkordat ab, das bereits seit 1919 erfolglos verhandelt worden war. Dies verbuchte Hitler als diplomatischen Erfolg: Sein Regime erhielt moralische Rückendeckung und konnte sich damit international als vertrauenswürdig darstellen. Andererseits behielten die katholischen Bischöfen so einen gewissen Einfluss auf die Gesellschaft, den sie auch gegen Unrecht und Übergriffe nutzen konnten. Gleichwohl waren auch die Katholiken von der Gleichschaltungspolitik der Nationalsozialisten betroffen. Die Zentrumspartei wurde im Herbst 1933 mit allen übrigen demokratischen Parteien verboten, christliche Gewerkschaften wurden aufgelöst, katholische Schulen und Orden konnten nur mit Mühe ihre Eigenständigkeit wahren. Die SA griff in Straßenkämpfen Angehörige katholischer Verbände wie die Kolpingjugend an. Obwohl diese Konflikte das Verhältnis zum NS-Regime belasteten, wurden sie seit dem Konkordat meist unauffällig gelöst und führten nur zu nichtöffentlichen Protesten. Im Jahr 1937 protestierte Papst Pius XI. mit der in deutscher Sprache verfassten Enzyklika „Mit brennender Sorge“ gegen die Übergriffe und stellte die Unvereinbarkeit von Rassismus und Christentum fest, wobei er den rassischen Antisemitismus vom religiösen Antijudaismus unterschied.
Erich Klausener, Leiter der Berliner Katholischen Aktion seit 1928, wandte sich gegen die antikirchliche Politik Adolf Hitlers. Zum Beispiel kritisierte er in einer Rede auf dem 32. märkischen Katholikentag am 24. Juni 1934 die Ausgrenzung von weltanschaulichen Kontrahenten durch die Nationalsozialisten und die Rassenpolitik der Regierung. Klausener wurde am 30. Juni 1934 im Zuge der Röhm-Affäre in seinem Dienstzimmer ermordet.
Einzelne katholische Theologen wie Karl Eschweiler oder Hans Barion begrüßten die NS-Ideologie jedoch und traten in die NSDAP ein. Beiden wurde wegen ihrer Bejahung des Gesetzes für Zwangssterilisation bei Erbkranken 1934 von der Kurie vorübergehend die Lehrerlaubnis (Missio canonica) entzogen. Vor allem Bischof Clemens August Graf von Galen und Kardinal Michael von Faulhaber widersprachen in Predigten öffentlich dem Gesetz zur Verhütung erbkranken Nachwuchses. Von Galen konnte sogar die zeitweise Aussetzung des „Euthanasie“-Programms, der Aktion T4, erreichen.
Mit Pius XII. wurde im März 1939 ein Hauptinitiator des Konkordats Papst. Nach heutiger Quellenlage setzte er seine Hoffnung auf Diplomatie, um größeren Schaden zu verhindern und durch verborgenes Handeln Menschen zu retten. Dies schränkte den Handlungsspielraum der Katholiken in Deutschland ein. Nichtöffentliche Proteste blieben Sache des Vatikans; eine erklärte Opposition gegen den Holocaust gab es nicht. Einzelne setzten ihr Leben für die Juden ein und wurden zu Märtyrern, darunter die Priester Alfred Delp, Maximilian Kolbe, Rupert Mayer und Bernhard Lichtenberg. Vor allem die Priesterschaft Polens hatte nach dem deutschen Überfall auf Polen (September 1939) viele Opfer zu beklagen. Es wird geschätzt, dass 16 % der Priester Polens in der Zeit der deutschen Besatzung ermordet wurden.
Insgesamt war die Haltung der Katholiken in Deutschland einheitlicher und kaum von internen Konflikten belastet: Sie passten sich dem Nationalsozialismus mit wenigen Ausnahmen ideologisch nicht an, die Teilnahme der Gläubigen an den kirchlichen Veranstaltungen blieb konstant hoch; so nahmen mehr als 60 % der Katholiken an der Osterkommunion in den Jahren ab 1934 teil. Der Widerstand der Kirche gegen das NS-Regime war häufig verborgen: Seit 1935 ermöglichte die deutsche Kirche mit Wissen des Vatikans Juden die geheime Emigration.
Der Begriff „Kirchenkampf“ wird für den Kampf des NS-Regimes gegen die römisch-katholische Kirche im „Dritten Reich“ verwendet. Hitler hatte das Reichskonkordat seit Beginn ignoriert und einen rücksichtslosen Kirchenkampf stetig steigender Intensität eröffnet. Der Ausdruck „Kirchenkampf“ besitzt auch eine gewisse Nähe zum Begriff „Kulturkampf“, da die Katholiken im Dritten Reich auch vielfach von einem „neuen Kulturkampf“ sprachen, den sie zu bestehen hätten.
Der Historiker Olaf Blaschke kritisiert den seiner Meinung nach zu geringen Widerstand der Kirche gegen Judenverfolgung und -vernichtung, die er aus ihrer Trennung des Phänomens Antisemitismus in eine unerlaubte, unchristliche und offiziell verurteilte Form (den Rassenantisemitismus) und andererseits eine legitime, sozusagen defensive Variante, wenn dem vermeintlich übermäßigen und schädlichen Einfluss von Juden auf Alltag und Religion begegnet werden müsse, erklärt. Am organisierten Antisemitismus oder den Antisemitenparteien habe man sich nicht beteiligt, jedoch hätten auch Vertreter des Klerus antijüdische und in diesem Zusammenhang anti-emanzipatorische Rhetorik betrieben. Von Seiten der deutschen Kirche wurde der fehlende Protest gegen die Judendeportationen teilweise damit begründet, dass die zahlreichen scharfen Proteste der holländischen Bischofskonferenz und deren Eintreten für die Juden 1942 dort daraufhin erst recht zu verstärkten Deportationen geführt hätten. Demgegenüber wird eingewendet, dass diese Maßnahmen nur in einem Besatzungsgebiet durchführbar gewesen seien, in dem die Besatzer andere Maßstäbe anlegten als im Reich, und dass kirchlicher Protest in Deutschland, wie Bischof Galens Kritik am „Euthanasie“-Programm oder die Demonstrationen gegen die Entfernung von Schulkreuzen 1936 im Oldenburger Münsterland und 1941 in Bayern (siehe Kreuzkampf), nicht ohne Erfolg geblieben seien.

## Entstehung der Bekennenden Kirche

### Der Pfarrernotbund
Am 21. September 1933 hatte sich in Wittenberg ein „Pfarrernotbund“ unter Martin Niemöller gebildet; von den Kirchenführern der DEK gehörten nur der westfälische Präses Jakob Emil Karl Koch und Otto Dibelius dazu. Er verpflichtete seine Mitglieder per Satzung, der Anwendung des Arierparagraphen in der Kirche zu widerstehen, weil dadurch eine „Verletzung des Bekenntnisstandes“ (lateinisch: status confessionis) gegeben sei, und wollte den vom Kirchenausschluss bedrohten jüdischen Pfarrern auch finanziell helfen.
Damit gaben die Autoren (Bonhoeffer und Niemöller) der „Judenfrage“ denselben theologischen Rang wie den Themen, die für die Reformatoren im 16. Jahrhundert als unaufgebbare Substanz des evangelischen Glaubens galten. Der Aufruf zum öffentlichen Bekennen gegen die erdrückende kirchliche und gesellschaftliche Mehrheit beinhaltete eine implizite Selbstverpflichtung, diesen Glauben notfalls bis zum Tod zu verteidigen. „Nur mit den Juden“ war für diese Bekenner gleichbedeutend mit dem vierfachen „sola scriptura, sola fide, sola gratia, solus Christus“ Martin Luthers, der dafür ebenfalls auf sich allein gestellt sein Leben gewagt hatte.
Damit begann der Widerstand gegen die Verquickung der christlichen Lehre mit nationalsozialistischem Gedankengut in der DEK. Überall im Reich verstreut entstanden nun „bekennende Gemeinden“. Anfang 1934 traf sich der Notbund mit deren Vertretern, um für „das Evangelium“ einzutreten.

### Bekenntnisgemeinschaft und Barmer Theologische Erklärung
Müller versuchte, die aufflammende Diskussion in der DEK mit einem „Maulkorberlass“ und vielen Disziplinarmaßnahmen zu ersticken. Doch die Beschwerden über ihn wuchsen, so dass es am 25. Januar 1934 zu einem Treffen der Kirchenführer mit Hitler kam. Sie erklärten ihm ihre Loyalität; der Sturz Müllers blieb aus. Danach begann dieser, auch die übrigen Landeskirchen neu zu gliedern.
Daraufhin sammelten sich die innerkirchlichen Oppositionskräfte reichsweit. Im März schlossen sie sich zur „Bekenntnisgemeinschaft der DEK“ zusammen und beauftragten einen „Reichsbruderrat“ mit ihrer Leitung. Dieser erhob bei einem Treffen in Ulm am 22. April gegen die von der DC „besetzte“ DEK den Anspruch, „rechtmäßige Evangelische Kirche Deutschlands“ zu sein. Vom 29. bis 31. Mai fand dann in Barmen die 1. Bekenntnissynode statt, zu der Lutheraner, Reformierte und Unierte ihre Gemeindevertreter entsandten. Sie bildeten die „Bekennende Kirche“. In ihrer von Karl Barth verfassten Gründungserklärung heißt es:

„Jesus Christus, wie er uns in der heiligen Schrift bezeugt wird, ist das eine Wort Gottes, das wir zu hören, dem wir im Leben und im Sterben zu vertrauen haben.
 … Wir verwerfen die falsche Lehre, als könne und müsse die Kirche als Quelle ihrer Verkündigung außer und neben diesem einen Wort Gottes auch noch andere Ereignisse und Mächte, Gestalten und Wahrheiten als Gottes Offenbarung anerkennen.
 … Wir verwerfen die falsche Lehre, als dürfe die Kirche die Gestalt ihrer Botschaft und ihrer Ordnung ihrem Belieben oder dem Wechsel der jeweils herrschenden weltanschaulichen und politischen Überzeugung überlassen.
… Wir verwerfen die falsche Lehre, als könne und dürfe sich die Kirche abseits von ihrem Dienst besondere, mit Herrschaftsbefugnissen ausgestattete Führer geben oder geben lassen.
… Wir verwerfen die falsche Lehre, als solle und könne der Staat über seinen besonderen Auftrag hinaus die einzige und totale Ordnung menschlichen Lebens werden und also auch die Bestimmung der Kirche erfüllen.
… Wir verwerfen die falsche Lehre, als solle und könne sich die Kirche über ihren besonderen Auftrag hinaus staatliche Art, staatliche Aufgaben und staatliche Würde aneignen und damit selbst zu einem Organ des Staates werden.
… Wir verwerfen die falsche Lehre, als könne die Kirche in menschlicher Selbstherrlichkeit das Wort und das Werk des Herrn in den Dienst irgendwelcher eigenmächtig gewählter Wünsche, Zwecke und Pläne stellen.“

Die Position – das alleinige Christusbekenntnis – war die Basis für alle Negationen; diese stellten mit der „Verwerfung“ eine Irrlehre fest, die aus dem Raum der Kirche auszuschließen sei. Sie vollzogen die Abgrenzung:
- zur Theologie der Deutschen Christen, aber auch zur liberalen Theologie, die „andere Gestalten“, zum Beispiel „Volkstum“, „Staat“, „Blut“, „Rasse“, „Führer“ als Götter neben Jesus Christus stellten,
- zur Politisierung der Kirche, wie sie die NS-Ideologie vorhatte,
- zum „Führerprinzip“, das der Kirche von innen – durch vorauseilenden Gehorsam – oder außen – durch Gleichschaltung – aufgedrängt wurde,
- zum totalen Staat, der eine Weltanschauung vorgibt,
- zur Reichskirche als verlängertem Staatsorgan,
- zur Unterordnung der christlichen Verkündigung unter irgendwelche gesellschaftlichen Interessen und Ansprüche.

Hier kam erstmals die dialektische Wort-Gottes-Theologie, die Barth seit 1918 entwickelt hatte, kirchenpolitisch und so indirekt auch politisch zum Tragen.
Um die situationsgerechte Deutung der Barmer Thesen kam es freilich danach zu Uneinigkeit auch in der BK. Das größte Manko der Erklärung war das fehlende Bekenntnis zur unverbrüchlichen gesamtchristlichen Solidarität mit dem verfolgten Judentum. Dies wirkte sich verhängnisvoll aus: Direkten Widerstand gegen die Staatsmaßnahmen gegen Juden, der spätestens nach den Novemberpogromen 1938 geboten war, übten nur ganz wenige Christen. Diese wurden auch von der Bekennenden Kirche kaum unterstützt. Nur Einzelne begriffen Widerstand gegen das NS-Regime als solches als unvermeidbare und notwendige Konsequenz des Glaubens aller Christen.

## Von Barmen 1934 bis zur Verhaftung Niemöllers 1937

### Kirchenspaltung
Die Barmer Erklärung führte zunächst vor allem in den Gemeinden Württembergs und Bayerns zu verstärktem Widerstand gegen Müllers Eingliederungspolitik. In zahlreichen Einzelprozessen trat die Rechtswidrigkeit seines Vorgehens hervor. Als er sich am 23. September als „Reichsbischof“ im Berliner Dom einführen ließ, hatte er sein Ziel einer staatlich gelenkten Einheitskirche verfehlt.
Die zweite Bekenntnissynode in Berlin-Dahlem verkündete am 20. Oktober das für Preußen schon praktizierte „kirchliche Notrecht“ für die ganze DEK und bildete einen „Reichsbruderrat“ als Gegenpol zu den DC-Kirchenführern. Dies bedeutete praktisch eine eigene Verwaltung und damit eine Kirchenspaltung. Müllers „Rechtsverwalter“ August Jäger trat am 26. Oktober zurück. Die Rücktrittsforderungen an Müller häuften sich. Daraufhin hob der Staat die gesamte Kirchengesetzgebung des Jahres 1934 auf. Hitler empfing erneut einige Bischöfe (Theophil Wurm, Hans Meiser, Marahrens) und signalisierte, dass er kein Interesse mehr an einer „Reichskirche“ habe.
Die DEK war nun in mehrere Gruppen zerfallen, die mit ungeklärter Rechtslage nebeneinander bestanden:
- die bereits umstrukturierten, von „Deutschen Christen“ geführten „Bistümer“, die sich als Teil der Einheitskirche sahen,
- die „intakten“ Landeskirchen (Hannover u. a.), die in der Einheitskirche blieben, aber Müller als Führer ablehnten,
- die „zerstörten“ Landeskirchen, deren „bekennende Gemeinden“ sich der Einheitskirche verweigerten,
- die BK, die sich als „wahre“ evangelische Kirche verstand und in der lutherische und reformierte Gemeinden vereint gegen die Gleichschaltung kämpften. Sie bildete zusammen mit den Führern der intakten Landeskirchen seit dem 20. November eine „Vorläufige Kirchenleitung“ (VKL), die Anspruch auf die Gesamtleitung der DEK erhob.

In der VKL traten rasch Gegensätze im Verhalten zu den staatlichen Kirchenbehörden auf. Während die Führer der intakten Landeskirchen die Kontinuität zu den noch gültigen preußischen Staatsverträgen wahren wollten und sich um staatliche Anerkennung mühten, wollten die „radikalen Dahlemiten“ (darunter Dietrich Bonhoeffer) den Bruch mit der staatlichen Bevormundung als Konsequenz aus der Barmer Erklärung. Die Gegensätze führten zum Austritt von Barth, Niemöller, Karl Immer und Hermann Albert Hesse aus dem Reichsbruderrat. Damit war die BK geschwächt und verlor trotz Anwachsens ihrer Gemeinden ihre Orientierung.

### Spaltung der BK
1935 setzte eine erneute staatlich geförderte Propaganda in der DEK ein: Die „deutsche Glaubensbewegung“ vertrat „neuheidnische“ Ideen ähnlich denen der DC. Zugleich verbot Müller erneut die öffentliche Erörterung kirchenpolitischer Vorgänge. Pfarrer der BK, die dieses Verbot in Sonntagspredigten ignorierten, wurden vorübergehend verhaftet. Die preußischen „Finanzabteilungen“ übernahmen die Kontrolle über die Kirchenverwaltung, und eine „Beschlussstelle“ zensierte den Rechtsweg für BK-Anhänger.
Die Bekenntnissynode der Kirche der Altpreußischen Union – der größten in sich geschlossene evangelischen Teilkirche – die sich der BK angeschlossen hatte, gab daraufhin im März ein Wort an ihre Gemeinden heraus, in dem es hieß:

„Wir sehen unser Volk von einer tödlichen Gefahr bedroht. Die Gefahr besteht in einer neuen Religion. […] In ihr wird die rassisch-völkische Weltanschauung zum Mythos. In ihr werden Blut und Rasse, Volkstum, Ehre und Freiheit zum Abgott.“

Der Rassismus als totalitäre Weltanschauung wurde abgelehnt, aber zu seinen konkreten Folgen für die Juden schwieg man weiterhin.
Am 4. bis 6. Juni tagte die dritte Bekenntnissynode der BK in Augsburg: Sie vermied den Bruch mit den Kirchenbehörden und folgte der konservativen Linie der lutherischen Landeskirchen. Aber sie beauftragte den Reichsbruderrat mit der Durchführung ihrer Beschlüsse, so dass Niemöller, Hesse und Immer wieder in die VKL eintraten.
Am 16. Juli setzte Hitler Hanns Kerrl als Minister für kirchliche Angelegenheiten ein. Ein Gesetz vom 24. September sollte die Einheit der DEK „sichern“ und diente in den nächsten Jahren zur Legitimation zahlreicher Verordnungen. Ein neu eingerichteter „Reichskirchenausschuss“ (RKA) unter Wilhelm Zoellner übernahm die Leitung der DEK anstelle Müllers und erhielt daher im Folgejahr zunehmend Unterstützung seitens der intakten Landeskirchen sowie einiger BK-Bruderräte.
Folglich spaltete sich die BK auf der vierten Bekenntnissynode der DEK in Bad Oeynhausen vom 17. bis 22. Februar 1936. Die erste VKL trat geschlossen zurück; eine neue, so genannte „Zweite VKL“ wurde am 12. März vom Reichsbruderrat berufen. Es kam zu einer konfessionellen Lagerbildung: Die noch intakten lutherischen Landeskirchen Bayerns und Württembergs bildeten am 18. März mit den lutherischen Bruderräten der BK zusammen einen „Rat der Evangelisch-Lutherischen Kirche Deutschlands“ (Lutherrat).
Der Widerstand gegen staatliche Übergriffe wurde nun von der neuen VKL und der altpreußischen BK getragen. Diese gab am 4. Juni eine „Denkschrift“ an Hitler heraus, die in bis 1945 nie wieder erreichter Klarheit und Einfachheit das Handeln des totalitären Staates anprangerte und diese Kritik theologisch begründete:

„Wenn hier Blut, Rasse, Volkstum und Ehre den Rang von Ewigkeitswerten erhalten, so wird der evangelische Christ durch das 1. Gebot gezwungen, diese Bewertung abzulehnen. […] Wenn dem Christen im Rahmen der nationalsozialistischen Weltanschauung ein Antisemitismus aufgedrängt wird, der zum Judenhaß verpflichtet, so steht für ihn dagegen das christliche Gebot der Nächstenliebe.“

Der kirchliche Auftrag setze dem christlichen Gehorsam gegen die Obrigkeit Grenzen: Wo diese versuche, die Verkündigung des Evangeliums zu verhindern, da drohe sie, die Arbeit der Kirche, ja diese selbst zu zerstören. – Die Konsequenz, nämlich der dann nötige direkte Widerstand der Christen gegen den Staat, war deutlich, blieb aber unausgesprochen.
Die Denkschrift sollte geheim bleiben, wurde im Ausland bekannt und dort veröffentlicht. Sie wurde dann allen bekennenden Gemeinden für den 23. August als Kanzelabkündigung empfohlen, wobei die obigen besonders kritischen Sätze fehlten. Am 30. August wurde sie tatsächlich von vielen Pfarrern von den Kanzeln verlesen. Eine Welle von Verhaftungen wegen Landesverrats war die Folge. Allein 1937 wurden fast 800 Pfarrer und Kirchenjuristen der Bekennenden Kirche vor Gericht gestellt.
Dennoch distanzierte sich der konservative Flügel der BK sofort von diesem „Hochverrat“. Am 20. November 1936 erklärte er:

„Wir stehen mit dem RKA hinter dem Führer im Lebenskampf des deutschen Volkes gegen den Bolschewismus.“

Dieser Antikommunismus war das entscheidende ideologische Bindeglied zwischen lutherisch-deutschnational geprägten Christen aller Lager und dem NS-Regime, der zusammen mit der traditionellen lutherischen Obrigkeitsbindung einen weitergehenden gesamtkirchlichen Widerstand verhinderte. Nur eine Minderheit auch in der BK selbst lehnte die Zusammenarbeit mit dem Regime ab.
Doch auch die DC spaltete sich in einen gemäßigten Flügel, der mit dem RKA zu kooperieren bereit war, und die radikale Gruppe „Nationalkirchliche Einung“, deren Zentrum die Landeskirche Thüringen war. Diese propagierte eine kirchenfeindliche „Entkonfessionalisierung“, um den Bezug auf das christliche Glaubensbekenntnis als Verfassungsgrundlage der evangelischen Kirchen und ihren öffentlichen Einfluss auszuhebeln. Sowohl der RKA als auch Reichskirchenminister Kerrl versuchten erfolglos dagegen vorzugehen. Dies stärkte in der BK den Verdacht, dem Staat ginge es tatsächlich nicht um Erhaltung, sondern „organisatorische Verkümmerung“ (Alfred Rosenberg) und künftige Beseitigung der Kirchen. Unter Berufung auf die erste These der Barmer Erklärung verweigerte die VKL daher weiterhin jede Zusammenarbeit mit dem RKA.

### Verhältnis der Ökumene zur BK
In die innenpolitische Auseinandersetzung um Organisation und Rechte der Kirchen spielten die Beziehungen der DEK zur Ökumene hinein: Diese hatte die BK schon 1934 als „eine“ Vertretung der DEK anerkannt und mit ihr Kontakt hergestellt, indem sie Präses Koch zum Mitglied des Ökumenischen Rates für praktisches Christentum berief. Die ökumenische Bewegung war jedoch nach ihrem Selbstverständnis nicht in der Lage, eine Entscheidung zugunsten der BK und gegen die „amtliche“ Kirche zu treffen. Das ermöglichte es dem Kirchlichen Außenamt unter Theodor Heckel, Einfluss auf die ökumenische Entwicklung zu behalten. Es gelang der BK trotz persönlicher Kontakte nicht, eine eigene Auslandsarbeit aufzubauen. Entgegen den Protesten Bonhoeffers u. a. wurden auf der ökumenischen Ratstagung in Chamby auch Vertreter des RKA eingeladen. Auf den Nachfolgekonferenzen in Oxford und Edinburgh 1937 blieben die BK-Vertreter trotz Einladung fern, da sie Ämterverlust und Haft fürchten mussten. Als auch Zoellner an der Ausreise gehindert wurde, trat er am 12. Februar 1937 zurück. Damit war auch das staatliche „Vermittlungsangebot“ des RKA gescheitert.

### Verschärfte Staatsmaßnahmen und Gegenmaßnahmen der BK
Sein Nachfolger Hermann Muhs, ein NSDAP-Mitglied, trat ad hoc wieder in die Kirche ein, um diese anhand von Verordnungen zu lenken. Ein Erlass Hitlers vom 15. Februar zu Neuwahlen zur Generalsynode der DEK blieb unausgeführt. Eine Konferenz der Landeskirchenführer konnte sich nicht auf eine gemeinsame neue Leitung der DEK einigen. Muhs begann nun, die noch bestehenden Kirchenverwaltungen aufzulösen, während BK und Lutherrat ihre je eigene Verwaltung aufbauten.
Zugleich verbot Heinrich Himmler die Ausbildung von Pastoren durch die BK; diese wurde jedoch illegal fortgesetzt. Dazu war schon 1935 in Elberfeld (heute zu Wuppertal) die geheime „Kirchliche Hochschule“ gegründet worden. Von Fall zu Fall gab die VKL illegal gedruckte Stellungnahmen zu Tagesthemen heraus: darunter auch zur Verfolgung von politischen Systemgegnern und Juden, Rassenideologie und Kriegsgefahr.
Dies führte am 1. Juli 1937 zur Verhaftung Martin Niemöllers, des „inoffiziellen“ Leiters der BK. Im März 1938 fand sein Prozess statt; obwohl ihm keine Staatsgegnerschaft nachgewiesen werden konnte, wurde er danach als Hitlers „persönlicher Gefangener“ ins Konzentrationslager Sachsenhausen gebracht, wo er bis zum Kriegsende überlebte. Dazu halfen auch Proteste aus dem Ausland, die vor allem der anglikanische Lordbischof George Bell in Großbritannien veranlasste. Er hatte damals den Vorsitz des ökumenischen Rates Life and Work inne und war eng mit Bonhoeffer befreundet, von dem er ständig mit aktuellen Nachrichten aus dem Deutschen Reich versorgt wurde. Diese internationalen Beziehungen zwischen BK und Ökumene konnten in Einzelfällen Leben retten.

## Von Juli 1937 bis Kriegsbeginn
Im Oktober wurde ein anderer BK-Aktivist der ersten Stunden verhaftet: Paul Schneider, der im KZ als „Prediger von Buchenwald“ bekannt wurde. Er hatte die NS-Weltanschauung von Anfang an kompromisslos abgelehnt und sich mit den verfolgten Juden solidarisiert. Noch aus der Einzelzelle widersprach er mit Zurufen und Ermutigungen an die Häftlinge dem NS-Terror mit dem Verweis auf das Evangelium. Er wurde am 18. Juli 1939 im KZ Buchenwald ermordet. Dietrich Bonhoeffer bezeichnete ihn als ersten christlichen Märtyrer im Kampf gegen den Nationalsozialismus.
Im Juli 1937 suchten VKL, Kirchenführerkonferenz und Lutherrat nochmals einen Konsens über die Leitung der BK herzustellen. Sie verabschiedeten am 31. Oktober 1937 aber nur eine weitere Denkschrift gegen Rosenbergs antikirchliche Hetzschriften „Dunkelmänner“ und „Rompilger“. Am 10. Dezember verordnete Kerrl den „zerstörten“ Landeskirchen und der DEK insgesamt einen neuen Leiter, den Präsidenten des altpreußischen Evangelischen Oberkirchenrats Friedrich Werner.
Nach dem Anschluss Österreichs kam es zu neuen Spannungen in der DEK. Darauf verlangte das Kirchenministerium Kerrls von sämtlichen Pfarrern am 20. April 1938 einen „Treueid“ auf „den Führer“. Diesen abzulegen wurde von den meisten Landeskirchen, auch der preußischen BK, unterstützt. Später stellte sich heraus, dass die Anordnung dazu nicht von Hitler selbst kam. – Ab Juli versuchte Kerrl außerdem, die von Müller und Zoellner eingeleitete Verwaltungsreform durchzusetzen.
Als die VKL aus Anlass der Tschecheikrise am 30. September eine „Gebetsliturgie“ herausgab, in der sich eine Fürbitte für die Tschechen versteckte, veranlasste Kerrl die Bischöfe der intakten Landeskirchen zum Bruch mit der BK „aus religiösen und vaterländischen Gründen.“ Dahinter stand vor allem Karl Barths Brief an Josef Hromádka, den tschechischen Leiter der Theologischen Fakultät an der Karls-Universität Prags: Darin forderte Barth alle Tschechen zu bewaffnetem Widerstand gegen den Einmarsch der Nationalsozialisten auf und begründete dies ausdrücklich als auch für die Kirche notwendigen Widerstand, der aus dem 1. Gebot folge.
Dies lehnte sogar die VKL nun als „politisch“ ab. Damit hatte die BK die Verbindung zu den Landeskirchen verloren und geriet in ihre schwerste Krise. Zugleich lehnte Kerrl neue Einigungsangebote der Kirchenführerkonferenz ab und bildete im April 1939 stattdessen eine „Einheitsfront“ aus Thüringer DC und gemäßigten Landeskirchenvertretern. Ihr Ziel blieb die „Nationalkirche“. Darauf ließen sich nun auch die Bischöfe von Hannover, Braunschweig und Kurhessen-Waldeck ein. Nur die Bruderräte der BK und die Kirchen Bayerns und Württembergs lehnten den Vorstoß klar ab und wurden daraufhin fast aus dem Lutherrat ausgeschlossen.
Werner stellte die Arbeit der Kirchenbehörden auf das Grundsatzprogramm der „Nationalkirche“ um und besetzte Stellen, verhängte Disziplinarstrafen, bestimmte Kirchensteuervergabe und Kollektenzwecke nach diesem Ziel. Dagegen protestierte die 8. Preußische Bekenntnissynode in Steglitz am 21. und 22. Mai. Kerrl versuchte zu vermitteln, indem er diese Maßnahmen teilweise wieder einschränkte. Am 29. August bildete er für die DEK einen „Geistlichen Vertrauensrat“, der die theologische Leitung erhalten und dessen Vertreter die Kirchen selbst bestimmen sollten, während die Finanzverwaltung komplett von Staats- und DC-Vertretern ausgeübt wurde. Aber der Zerfallsprozess der DEK war nun nicht mehr aufzuhalten.

## Erste Kriegshälfte
Ab Kriegsbeginn gab der Vertrauensrat, dem Marahrens angehörte, fast nur noch patriotische Aufrufe heraus. Ein Amnestie-Erlass für laufende Kirchenrechtsprozesse und Verfahren gegen kirchliche Mitarbeiter sollte die DEK-Mitglieder während des Krieges beruhigen. Die antichristliche Propaganda der NSDAP, die schon auf dem Reichsparteitag in Nürnberg offenkundig war, hielt indes an.
Seit 1937, vor allem zwischen 1939 und 1945 wurden die VKL, die Bruderräte und zahlreiche, zum Teil auch nicht zur BK gehörige Pfarrer von den Landeskirchen und der Gestapo häufiger gemaßregelt. Schärfere Übergriffe des Staates suchte die BK mittels Fürbittelisten in den Gemeinden bekannt zu machen.
Seit Kriegsbeginn wurde der Teil der evangelischen Kirche, der nicht den Deutschen Christen angehörte, durch die gezielte Einberufung systemkritischer Christen zum Kriegsdienst geschwächt. In dieser Situation übernahmen vielerorts Frauen, insbesondere Pfarrfrauen, erstmals in der evangelischen Kirchengeschichte Aufgaben in Verkündigung und Gemeindeleitung.
1940 begann die als „kriegsbedingt“ angeordnete „Euthanasie“, die Aktion T4, von „lebensunwertem Leben“ in zu Tötungsanstalten umfunktionierten Anstalten, darunter auch beschlagnahmte Einrichtungen der Diakonie. Hier protestierten auf evangelischer Seite die Bischöfe Theophil Wurm, Friedrich von Bodelschwingh und Pfarrer Paul Braune in Lobetal, auf katholischer Seite Bischof Clemens August Graf von Galen, die damit teilweise Erfolg hatten.
Am 6. Juni 1941 erging ein Geheimerlaß von Martin Bormann an alle Gauleiter, der die restlose Beseitigung aller kirchlichen Einflussmöglichkeiten forderte, betitelt: Das Verhältnis von Nationalsozialismus zum Christentum:

„Nationalsozialistische und christliche Auffassungen sind unvereinbar. […] Unser nationalsozialistisches Weltbild steht weit höher als die Auffassungen des Christentums, die in ihren wesentlichen Punkten vom Judentum übernommen worden sind. Auch aus diesem Grunde bedürfen wir des Christentums nicht. […] Wenn also unsere Jugend künftig einmal von diesem Christentum, dessen Lehren weit unter den unseren stehen, nichts mehr erfährt, wird das Christentum von selbst verschwinden. […] Aus der Unvereinbarkeit nationalsozialistischer und christlicher Auffassungen folgt, daß eine Stärkung bestehender und jede Förderung entstehender christlicher Konfessionen von uns abzulehnen ist. Ein Unterschied zwischen den verschiedenen christlichen Konfessionen ist hier nicht zu machen. Aus diesem Grund ist daher auch der Gedanke einer Errichtung einer evangelischen Reichskirche unter Zusammenschluß der verschiedenen evangelischen Kirchen endgültig aufgegeben worden, weil die evangelische Kirche uns genau so feindlich gegenübersteht wie die katholische Kirche. Jede Stärkung der evangelischen Kirche würde sich lediglich gegen uns auswirken. […] Zum ersten Male in der deutschen Geschichte hat der Führer bewußt und vollständig die Volksführung selbst in der Hand. Mit der Partei, ihren Gliederungen und angeschlossenen Verbänden hat der Führer sich und damit der deutschen Reichsführung ein Instrument geschaffen, das ihn von der Kirche unabhängig macht. Alle Einflüsse, die die durch den Führer mit Hilfe der NSDAP ausgeübte Volksführung beeinträchtigen oder gar schädigen konnten, müssen ausgeschaltet werden. Immer mehr muß das Volk den Kirchen und ihren Organen, den Pfarrern, entwunden werden. Selbstverständlich werden und müssen die Kirchen, von ihrem Standpunkt betrachtet, sich gegen diese Machteinbuße wehren. Niemals aber darf den Kirchen wieder ein Einfluß auf die [70] Volksführung eingeräumt werden. Dieser muß restlos und endgültig gebrochen werden. Nur die Reichsführung und in ihrem Auftrag die Partei, ihre Gliederungen und angeschlossenen Verbände haben ein Recht zur Volksführung. Ebenso wie die schädlichen Einflüsse der Astrologen, Wahrsager und sonstigen Schwindler ausgeschaltet und durch den Staat unterdrückt werden, muß auch die Einflußmöglichkeit der Kirche restlos beseitigt werden. Erst, wenn dieses geschehen ist, hat die Staatsführung den vollen Einfluß auf die einzelnen Volksgenossen. Erst dann sind Volk und Reich für alle Zukunft in ihrem Bestande gesichert.“

Der innerkirchliche Schriftverkehr wurde wegen angeblichen kriegsbedingten „Papiermangels“ fast eingestellt. Die Amtshandlungen Taufe, Trauung, Konfirmation, Beerdigung sollten durch Parteifeiern ersetzt werden, was sich aber nur bedingt durchsetzen ließ. Verpflichtende Veranstaltungen der Hitler-Jugend (HJ) und des Deutschen Jungvolks wurden daher gezielt auf den Sonntagvormittag gelegt, um Kinder und Jugendliche vom Kirchgang abzuhalten. Während der Gottesdienste fanden Übungen der HJ direkt neben Kirchen statt.

## Kirche und Juden
Zur Reichspogromnacht am 9. November 1938 fanden weder die DEK-Leitung noch die VKL ein Wort des Protestes. Nur einzelne Pastoren wie Helmut Gollwitzer, der Nachfolger Niemöllers in Berlin-Dahlem, und Julius von Jan in Württemberg bezogen in ihren Predigten dagegen Stellung. Sie wurden wegen „volksfeindlicher Hetze“ angeklagt. Nicht die Juden, aber ihre vom Staat drangsalierten Fürsprecher nahm die BK dann in ihre Fürbitte auf. Bischof Wurm schrieb dem Reichsjustizminister, er bestreite keinesfalls das Recht des Staates, die Juden als „gefährliches Element“ zu bekämpfen; aber dass „unter den Augen der Behörden Handlungen wie Brandstiftung und körperliche Misshandlung, teilweise auch Diebstahl geschehen durften“, bedrücke die Bevölkerung schwer. Von den zahlreichen Morden in der Pogromnacht schwieg er ebenso wie von der Inhaftierung von 30.000 Juden in Konzentrationslager ab dem 10. November 1938.
Ab Dezember 1938 begann das Büro Grüber im Auftrag der BK, verfolgten evangelischen „Nichtariern“, sogenannten Judenchristen, bei Rechts- und Schulfragen und der Ausreise zu helfen. Dazu bildete sich ein Netz von 22 Hilfestellen in 20 größeren Städten. Diese arbeiteten eng mit ähnlichen Hilfsstellen der katholischen Kirche, den Quäkern und der Reichsvereinigung der Juden in Deutschland zusammen.
Um den „jüdischen Einfluss“ aus der Theologie und der Bibel „auszumerzen“, wurde im Mai 1939 in Eisenach ein Institut zur Erforschung und Beseitigung des jüdischen Einflusses auf das deutsche kirchliche Leben gegründet. Daneben bestanden seit 1934 ein Institut zur Erforschung der Judenfrage sowie ein Institut zum Studium der Judenfrage.
Das Jahr 1941 brachte für die BK härtere Herausforderungen und Verfolgungen. Die „Nationalkirche“, der die Leiter von sieben „intakten Landeskirchen“ angehörten – Sachsen, Hessen-Nassau, Mecklenburg, Schleswig-Holstein, Anhalt, Thüringen und Lübeck – entfernte am 17. Dezember 1941 alle getauften Juden, ob Mitarbeiter oder einfache Gemeindeglieder, aus ihren Kirchen und wandte damit den Arierparagraphen im kirchlichen Bereich umfassend an:

„Bekanntmachung über die kirchliche Stellung evangelischer Juden vom 17. Dezember 1941: Die nationalsozialistische deutsche Führung hat mit zahlreichen Dokumenten unwiderleglich bewiesen, daß dieser Krieg in seinen weltweiten Ausmaßen von den Juden angezettelt worden ist. Sie hat deshalb im Innern wie nach außen die zur Sicherung des deutschen Lebens notwendigen Entscheidungen und Maßnahmen gegen das Judentum getroffen. Als Glieder der deutschen Volksgemeinschaft stehen die unterzeichneten deutschen evang. Landeskirchen in der Front dieses historischen Abwehrkampfes, der u. a. die Reichspolizei-Verordnung über die Kennzeichnung der Juden als der geborenen Welt- und Reichsfeinde notwendig gemacht hat, wie schon Dr. Martin Luther nach bitteren Erfahrungen die Forderung erhob, schärfste Maßnahmen gegen die Juden zu ergreifen und sie aus deutschen Landen auszuweisen. Von der Kreuzigung Christi bis zum heutigen Tage haben die Juden das Christentum bekämpft oder zur Erreichung ihrer eigennützigen Ziele mißbraucht und verfälscht. Durch die christliche Taufe wird an der rassischen Eigenart eines Juden, seiner Volkszugehörigkeit und seinem biologischen Sein nichts geändert. Eine deutsche evangelische Kirche hat das religiöse Leben deutscher Volksgenossen zu fördern. Rassejüdische Christen haben in ihr keinen Raum und kein Recht. Die unterzeichneten deutschen evangelischen Kirchenleiter haben deshalb jegliche Gemeinschaft mit Judenchristen aufgehoben. Sie sind entschlossen, keinerlei Einflüsse jüdischen Geistes auf das deutsche religiöse und kirchliche Leben zu dulden.“

Diese Menschen standen damit, wie alle übrigen Juden auch, zur Deportation zur Verfügung. Ein Widerspruch dagegen kam von 27 Pastoren der BK in Sachsen-Anhalt und von 131 aus Mecklenburg, denn der Ausschluss von Judenchristen setze das Ordinationsgelübde und die Einheit der Kirche außer Kraft. Der ÖRK protestierte ebenfalls und betonte mit Hinweis auf Joh 4,22 , dass das Heil von den Juden kommt, da Jesus Christus der Messias Israels sei. Das Kirchliche Außenamt der DEK wies dies zurück und forderte darüber hinaus die sofortige Rücknahme dieser Erklärung. Damit lagen die „gemäßigten“ Lutheraner in den sog. „intakten“ Landeskirchen bezüglich der Menschen jüdischer Herkunft mit den DC auf einer gemeinsamen, rassistischen Linie.
Auch die VKL, der württembergische Landesbischof Wurm und der württembergische Oberkirchenrat protestierten gegen den Ausschluss der Judenchristen. Die Entlassung sei „mit dem Bekenntnis der Kirche unvereinbar“. Der Taufbefehl Jesu Christi kenne keine Schranken der Rasse; nach diesem Gesetz hätten auch alle Apostel und Jesus selber aus der Kirche ausgeschlossen werden müssen. Die Stärke des Protests war jedoch, jetzt im Krieg und nach der Kirchenspaltung, bei weitem nicht mit den Protesten von 1933 vergleichbar.
18 Pfarrer der BK fanden in KZs den Tod oder wurden zum Beispiel bei Verhören ermordet. Auch die Leiter des Hilfsbüros für Juden und Judenchristen, Heinrich Grüber und sein Nachfolger Werner Sylten, ein Christ jüdischer Herkunft, wurden nacheinander 1940 und 1941 ins KZ gesperrt. Sylten wurde am 26. Februar 1942 in der Euthanasie- und NS-Tötungsanstalt Hartheim bei Linz ermordet; wahrscheinlich wurde er zusammen mit Juden vergast. Ab 1942 wurden auch die in „Mischehen“ lebenden Judenchristen verfolgt; die Hilfsbüros intensivierten daher ihre Beratungstätigkeit. 1944 stellte sich jedoch heraus, dass einer ihrer leitenden Mitarbeiter, Erwin Goldmann, ein Spitzel der SS war; daraufhin wurden die Büros geschlossen.
Seit der Wannseekonferenz vom Januar 1942 sprach sich das Gerücht von Vernichtungslagern im Osten allmählich im Reich herum. Bischof Wurm schwieg dazu in der Öffentlichkeit und sprach der staatlichen Judenverfolgung als solcher weiterhin nicht die Legitimität ab. Aber er stellte nun in zahlreichen Briefen und Eingaben an NS-Behörden das Unrecht fest:

„Das Töten ohne Kriegsnotwendigkeit und ohne Urteilsspruch widerspricht auch dann dem Gebot Gottes, wenn es von der Obrigkeit angeordnet wird.“

Im Juli 1943 schrieb er an Hitler persönlich, er möge der „Verfolgung und Vernichtung“ der „Nichtarier“ wehren:

„Diese Absichten stehen, ebenso wie die gegen die anderen Nichtarier ergriffenen Vernichtungsmaßnahmen, im schärfsten Widerspruch zu dem Gebot Gottes.“

Es sei sonst zu befürchten, dass auch die „privilegierten Arier“ in gleicher Weise behandelt würden. Manchmal wird interpretiert, Wurm erwecke so den Eindruck, „der Führer“ habe von den Vernichtungslagern „nichts gewusst“.
Die altpreußische Bekenntnissynode betonte bei ihrer Breslauer Jahrestagung am 17. Oktober 1943 hingegen grundsätzlich, Gottes Gebot „Du sollst nicht morden“ gelte auch im Krieg. Das betreffe auch „die indirekte Art des Tötens, die dem Nächsten den Raum zum Leben nimmt“, zum Beispiel durch „Hinterziehung von Lebensmitteln und Kleidung“. Gottes Rechtsordnung kenne keine Begriffe wie „Ausmerzen“, „Liquidieren“ und „unwertes Leben“:

„Vernichtung von Menschen, lediglich weil sie Angehörige eines Verbrechers, alt oder geisteskrank sind oder einer anderen Rasse angehören, ist keine Führung des Schwertes, das der Obrigkeit von Gott gegeben ist.“

Zum Buß- und Bettag schrieb diese Synode ihren Gemeinden:

„Wehe uns und unserem Volk, … wenn es für berechtigt gilt, Menschen zu töten, weil sie für lebensunwert gelten oder einer anderen Rasse angehören, wenn Hass und Unbarmherzigkeit sich breit machen.“

Diese beiden Worte waren bis zum Kriegsende die einzigen öffentlichen Stellungnahmen aus der BK zum Holocaust. Auch sie nannten die Juden nicht direkt und stellten den Rasse-Begriff als solchen nicht in Frage, waren aber deutlich in Bezug auf das Unrecht der rassisch begründeten Vernichtung.

## Zweite Kriegshälfte
Im besetzten Warthegau (Posen) stellte Alfred Rosenberg nun im Staatsauftrag die Kirchenstruktur probeweise auf ein Vereinsrecht um. Etwa 2.000 polnische katholische Priester wurden inhaftiert, wovon etwa 1.300 in deutschen KZs starben oder ermordet wurden.
Als Kerrl am 14. Dezember 1941 starb, erhielt Muhs mehr Macht über die Finanzverwaltung der DEK. Er ließ viele Pfarrergehälter einfrieren, so dass vor allem BK-Mitarbeiter ihre Stellen verloren und nur mühsam durch freiwillige Spenden weiterarbeiten konnten. In dieser Phase entstanden in den bekennenden Gemeinden neue Formen einer eigenständigen Verkündigungsarbeit mit illegalen Predigthilfen, Unterweisungspapieren für den Konfirmandenunterricht, die Jugendarbeit usw. Ein Teil der illegal arbeitenden BK-Pastoren erhielt durch Versetzung legale neue Stellen in der DEK.
Ab 1943 ließ sich die gesamte Arbeit nur noch mit Laien aufrechterhalten, die nun erstaunliche Aktivität entfalteten. Vikare wurden mit vollen Amtsrechten ausgestattet. Im Herbst 1944 kam es zu einer organisatorischen Annäherung zwischen den noch existierenden Resten der BK und der Kirchenführerkonferenz, die den Keim zur Neuordnung der evangelischen Kirche nach Kriegsende legte.
Eine besondere Rolle spielte Dietrich Bonhoeffer im Kirchenkampf: Er vertrat in der illegalen Ausbildung des Pfarrernachwuchses der BK im Predigerseminar Finkenwalde eine strenge Christusnachfolge, nahm aber zugleich schon seit 1937 an der konspirativen Vorbereitung des Tyrannenmordes an Hitler teil. Sein Motiv war – anders als bei den meisten im Kreisauer Kreis vertretenen Widerständlern um Hans Oster und Hans von Dohnanyi – der Holocaust. Daher befürwortete er auch den Einsatz von Gewalt gegen die staatliche Obrigkeit. Die Leitung der BK schloss ihn nach seiner Inhaftierung nicht in die Gebete für die im Gefängnis sitzenden Mitglieder der BK ein und distanzierte sich nach Bekanntwerden von Bonhoeffers Beteiligung am Attentat vom 20. Juli 1944 strikt von ihm.

## „Biblischer Ungehorsam“
Neben jenen, die im Kirchenkampf mehr oder weniger öffentlich handelten, gab es vielerorts einen biblisch geprägten Ungehorsam. Gerade im pietistischen Umfeld und im Bereich des CVJM fanden in einer Reihe von Gemeinden bis zum Frühjahr 1945 Bibelstunde und Jugendarbeit in der Illegalität statt. Doch bereits vor dem Krieg kam es zum Ungehorsam einzelner. Ein Beispiel war Theodor Roller aus Tübingen. Als Christ verweigerte er konsequent den Fahneneid auf Hitler und bezeichnete Hitler als Lügner. Roller wurde deshalb für sechs Jahre in die psychiatrische Heilanstalt Weißenau eingewiesen.

## Folgen

### In Deutschland
Bereits am 17. Juli 1945 verfasste die Leitung der Evangelischen Kirche der Rheinprovinz ein Schreiben an die bisherigen „illegalen“ Pastoren und Vikare der Bekennenden Kirche, die sich zum Teil noch in Kriegsgefangenschaft befanden, an deren letzte Dienstanschrift über die Superintendenten, in dem deren bisheriger „Dienst in der Rheinischen Kirche“ in einer Bescheinigung für rechtmäßig erklärt und „der Akt, durch den sie im Jahre 1934 seitens des damaligen Konsistoriums außer Verwendung gesetzt wurden, […] für unrechtmäßig erklärt“ wird. Auch das Gehalt sollte ab sofort wieder über die Kirchenkasse laufen.
Mit dem Stuttgarter Schuldbekenntnis vom Oktober 1945 versuchten die evangelischen Landeskirchen eine Grundlage für einen gemeinsamen Neuanfang zu finden. Dabei überließen die Besatzungsbehörden den Kirchen die interne Entnazifizierung selber, so dass es in den ersten Nachkriegsjahren zu einer verbreiteten Rehabilitationswelle für Mitläufer und ehemalige Nationalsozialisten unter den Christen kam. Das Darmstädter Wort von 1947 wurde rasch vergessen und fand in der EKD keine Breitenwirkung.
In der Evangelischen Kirche Essen-Werden findet sich ein bemerkenswertes Fenster, das Kirchenkampffenster, das von den ehemaligen Mitgliedern der Bekennenden Gemeinde nach ihrer Rückkehr in die nicht mehr von den Deutschen Christen beherrschte Kirchengemeinde gestiftet wurde. Es enthält den Hinweis auf 1 Tim 6,12 .
In ekklesiologischer Hinsicht bedeutet der Kirchenkampf einen Wendepunkt des evangelischen Kirchen- und Rechtsverständnis. Hatte man in großen Teilen der evangelischen Theologie bisher streng zwischen der Kirche als „Gemeinschaft der Heiligen“ (Dritter Glaubensartikel), als „Leib Christi auf Erden“ (1 Kor 12,12f ) einerseits und der verfassten Kirche andererseits unterschieden und letzterer sogar wegen ihrer Verrechtlichung die Kirchenqualität abgesprochen, so gewann mit dem Kampf gegen die Gleichschaltung und die Deutschen Christen die Überzeugung an Bedeutung, dass es für die Kirche sehr wohl von großer Wichtigkeit ist, wer in welchem Geist die Landeskirchen führt. Das Kirchenverständnis der evangelischen Kirchen geht seitdem einen Mittelweg zwischen dem katholischen Verständnis, nach dem das Recht für die Kirche konstitutiv ist, und einem gänzlich vergeistigten Kirchenbegriff.
1955 berief der Rat der EKD eine „Kommission für die Geschichte des Kirchenkampfes in der nationalsozialistischen Zeit“. Sie hatte zunächst zwei Aufgaben: Gesamtkirchlich eine Brücke zwischen Mitgliedern der „radikalen“ und „gemäßigten“ Bekennenden Kirche bilden und gleichzeitig durch die Sammlung von Aktenbeständen, den Aufbau einer Bibliothek und die Herausgabe der „Arbeiten zur Geschichte des Kirchenkampfes“ eine erste, wissenschaftliche Basis für die Erforschung der Kirchenkampfzeit legen. – Bald erweiterte sich der zeitliche Forschungshorizont der Kommission auf die Zeit der Weimarer Republik und die Rolle des Protestantismus in der Nachkriegszeit. Das manifestierte sich in der 1971 erfolgten Umbenennung in „Evangelische Arbeitsgemeinschaft für Kirchliche Zeitgeschichte“. Schließlich wurde die Rolle des Protestantismus in der DDR-Geschichte mit in den Blick genommen.
Martin Niemöller fasste das Geschehen in der Zeit des Kirchenkampfes der Bekennenden Kirche 1976 so zusammen:

„Als die Nazis die Kommunisten holten, habe ich geschwiegen; ich war ja kein Kommunist.

Als sie die Sozialdemokraten einsperrten, habe ich geschwiegen; ich war ja kein Sozialdemokrat.

Als sie die Gewerkschafter holten, habe ich geschwiegen; ich war ja kein Gewerkschafter.

Als sie mich holten, gab es keinen mehr, der protestieren konnte.“

Seine und die Schuld der Kirche beschreibt er mit den Worten: „Wir haben uns noch nicht verpflichtet gefühlt, für Leute außerhalb der Kirche irgendetwas zu sagen… so weit waren wir noch nicht, dass wir uns für unser Volk verantwortlich wussten.“
Das Kontrollratsgesetz Nr. 62 hob die gesetzlichen Änderungen des Jahres 1935 auf.

### In Österreich

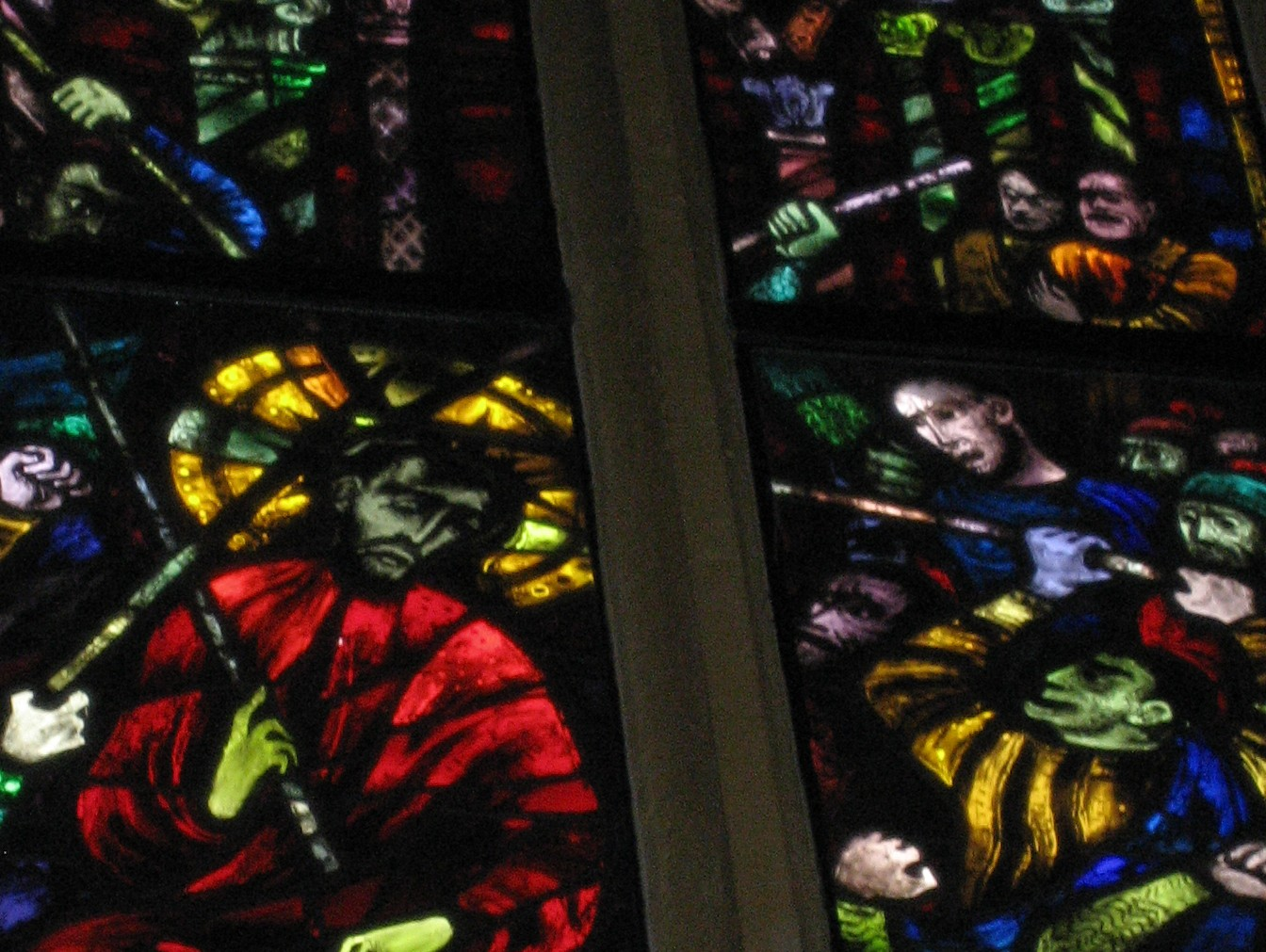
Grazer Stadtpfarrkirche, Hitler und Mussolini unter den Geißlern und Verspottern Jesu Christi, rechts oben. In den 1950er Jahren ein Skandal.

Im Zweiten Weltkrieg wurden die gotischen Glasfenster in der Grazer Stadtpfarrkirche zerstört. Mit der Neugestaltung wurde Albert Birkle, ein Salzburger Künstler, dessen Kunst im Dritten Reich als entartet galt, beauftragt. Seine Hauptthemen waren die Auferstehung und das Leiden Jesu, doch seine Glasfenster wurden in den 1950er Jahren zum Skandal, denn sie zeigen Hitler und Mussolini an der Seite der Peiniger Christi. Sie ist, neben der Stiftsbasilika St. Martin in Landshut (Hitler, Göring und Goebbels als Folterknechte des heiligen Kastulus) und der Stadtpfarrkirche St. Peter und Paul in Weil der Stadt (Hitler als Versucher Christi), eine der wenigen Kirchen, in der eine dargestellte Figur die Gesichtszüge Hitlers trägt.

### In der Ökumene
Gerade durch die ökumenischen Aktivitäten Dietrich Bonhoeffers und einiger Mitverschwörer des 20. Juli 1944 bestand ein Kontakt zu den Kirchen in anderen Ländern, insbesondere auch bei den Alliierten. Dadurch konnten die Kirchen in Deutschland nach dem Ende des Kirchenkampfes vergleichsweise schnell den Anschluss an die weltweite Ökumene finden.

### Gesamtdarstellungen
- Kurt Meier: Der evangelische Kirchenkampf. 3 Bände

Band 1: Der Kampf um die „Reichskirche“ Halle 1976.
Band 2: Gescheiterte Neuordnungsversuche im Zeichen staatlicher „Rechtshilfe“. Halle 1976.
Band 3: Im Zeichen des zweiten Weltkrieges. Halle 1984.
- Kurt Dietrich Schmidt: Einführung in die Geschichte des Kirchenkampfes in der nationalsozialistischen Zeit. [Eine Vorlesungsreihe, maschinengeschr. 1960, mit handschriftlichen Korrekturen bis 1964; postum] herausgegeben und mit einem Nachwort versehen von Jobst Reller, Ludwig-Harms-Haus, Hermannsburg 2009; 2. Auflage 2010, ISBN 978-3-937301-61-7.
- Klaus Scholder: Die Kirchen und das Dritte Reich. Bände 1–3

Band 1: Vorgeschichte und Zeit der Illusionen, 1918–1934. Propyläen, Berlin / München, 1977, ISBN 978-3-550-07339-7.
Band 2: Das Jahr der Ernüchterung 1934. Propyläen, Berlin / München, 1985, ISBN 978-3-88680-139-8.
Band 3 von Gerhard Besier: Spaltungen und Abwehrkämpfe 1934–1937. Propyläen, Berlin / München, 2001, ISBN 978-3-549-07149-6.
- Christoph Strohm: Die Kirchen im Dritten Reich. C.H. Beck, München, 2011, 2. Aufl. 2016, ISBN 978-3-406-61224-4.
- Ernst Wolf: Kirchenkampf. In: Religion in Geschichte und Gegenwart (RGG). 3. Auflage. Band 3, Mohr-Siebeck, Tübingen 1959, Sp. 1443–1453.

### Einzelaspekte
- Arbeiten zur Geschichte des Kirchenkampfes, 30 Bände. Göttingen: Vandenhoeck & Ruprecht, 1958–1984.
Die Bände enthalten u. a. Dokumente zu den wichtigsten Synoden der Bekennenden Kirche, Texte aus der Zeit der Kirchenausschüsse (1935–1937) sowie territorialgeschichtliche oder sachthematisch orientierte Einzeldarstellungen. In der seit 1964 publizierten Ergänzungsreihe[33] wurden vorwiegend territorialgeschichtliche Darstellungen von Zeitzeugen veröffentlicht sowie wichtige Publikationen aus der DDR übernommen.
- Friedrich Baumgärtel: Wider die Kirchenkampf-Legenden Freimund, Neuendettelsau 1976 (zuerst 1959); ISBN 3-7726-0076-X.
- Gerhard Besier (Hrsg.): Zwischen „nationaler Revolution“ und militärischer Aggression. Transformationen in Kirche und Gesellschaft während der konsolidierten NS-Gewaltherrschaft 1934–1939 (= Schriften des Historischen Kollegs. Kolloquien 48). München 2001, ISBN 978-3-486-56543-0 (Digitalisat).
- Gerhard Ehrenforth: Die schlesische Kirche im Kirchenkampf 1932–1945. Vandenhoeck & Ruprecht, Göttingen 1968.
- Wolfgang Gerlach: Als die Zeugen schwiegen. Bekennende Kirche und die Juden. Institut Kirche und Judentum, Berlin 1993, ISBN 3-923095-69-4.
- Johannes Hartlapp: Siebenten-Tags-Adventisten im Nationalsozialismus, unter Berücksichtigung der geschichtlichen und theologischen Entwicklung in Deutschland von 1875 bis 1950 Reihe: KKR 53. V&R unipress, Göttingen 2008, ISBN 3-89971-504-7.
- Siegfried Hermle, Henning Pahl (Hrsg.): Medien des Kirchenkampfes. Vandenhoeck & Ruprecht, Göttingen 2025, ISBN 978-3-525-50220-4.
- Kirsten John-Stucke, Michael Krenzer, Johannes Wrobel: Zwölf Jahre, zwölf Schicksale. Fallbeispiele zur NS-Opfergruppe Jehovas Zeugen in Nordrhein-Westfalen. Arbeitskreis der NS-Gedenkstätten in NRW, Münster/W. 2006 (ohne ISBN) DDC-Notation 940.531808828992 (DDC 22ger).
- Karl Ludwig Kohlwage: Die theologische Kritik der Bekennenden Kirche an den Deutschen Christen und dem Nationalsozialismus und die Bedeutung der Bekennenden Kirche für die Neuorientierung nach 1945. In: Karl Ludwig Kohlwage, Manfred Kamper, Jens-Hinrich Pörksen (Hrsg.): „Was vor Gott recht ist“. Kirchenkampf und theologische Grundlegung für den Neuanfang der Kirche in Schleswig-Holstein nach 1945. Dokumentation einer Tagung in Breklum 2015. Zusammengestellt und bearbeitet von Rudolf Hinz und Simeon Schildt in Zusammenarbeit mit Peter Godzik, Johannes Jürgensen und Kurt Triebel. Matthiesen Verlag, Husum 2015, ISBN 978-3-7868-5306-0, S. 15–36 (online auf geschichte-bk-sh.de).
- Peter Maser (Hrsg.): Der Kirchenkampf im deutschen Osten und in den deutschsprachigen Kirchengemeinden Osteuropas. Vandenhoeck & Ruprecht, Göttingen 1992.
- Christian Neddens: Bekennende Kirche und „Altlutheraner“ im „Kirchenkampf“. Unerwartete Nähe und naheliegende Weggemeinschaft. In: Jürgen Kampmann/Werner Klän (Hrsg.): Preußische Union, lutherisches Bekenntnis und kirchliche Prägungen. Theologische Ortsbestimmungen im Ringen um Anspruch und Reichweite konfessioneller Bestimmtheit der Kirche, Oberurseler Hefte Ergänzungsbände Band 14. Edition Ruprecht, Göttingen 2014, ISBN 978-3-8469-0157-1, S. 232–269.
- Johannes Neuhäusler: Kreuz und Hakenkreuz. Der Kampf des Nationalsozialismus gegen die katholische Kirche und der kirchliche Widerstand. Katholische Kirche Bayerns, München 1946.
- Hans Prolingheuer: Kleine politische Kirchengeschichte. 50 Jahre evangelischer Kirchenkampf von 1919 bis 1969. Pahl-Rugenstein, Köln 1984, ISBN 3-7609-0870-5.
- Hans Prolingheuer: Wir sind in die Irre gegangen. Die Schuld der Kirche unterm Hakenkreuz. Pahl-Rugenstein, Köln 1987, ISBN 3-7609-1144-7.
- Edmund Schlink: Der Ertrag des Kirchenkampfes. C. Bertelsmann, Gütersloh 1947.
- Klaus Scholder: Die Kirchen zwischen Republik und Gewaltherrschaft. Gesammelte Aufsätze; ungekürzte und korrigierte Ausgabe der Erstausgabe 1988; hrsg. von Karl Otmar von Aretin und Gerhard Besier; Ullstein, Berlin 1991, ISBN 3-548-33148-3.
- Leonore Siegele-Wenschkewitz: Nationalsozialismus und Kirchen. Religionspolitik von Partei und Staat bis 1935. Düsseldorf 1974.
- Marikje Smid: Deutscher Protestantismus und Judentum 1932/1933. Christian Kaiser, München 1990, ISBN 3-459-01808-9.